# Tsundere
Tsundere (ツンデレ) é um termo japonês para uma personalidade que é inicialmente agressiva, que alterna com uma outra mais amável. Tsundere é uma combinação de duas palavras, tsuntsun (ツンツン) e deredere (デレデレ). Tsuntsun é a onomatopeia para "frio, brusco", e deredere significa "tornar-se amável/amoroso".

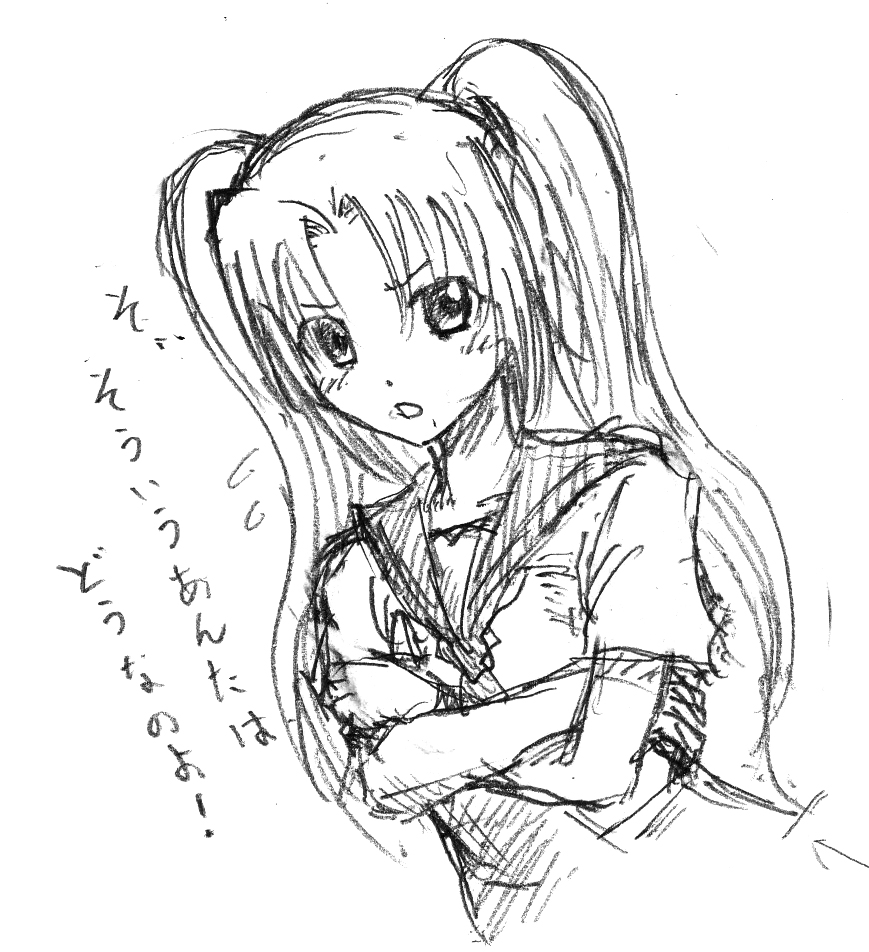
Uma típica representação de um personagem tsundere

Tsundere faz parte de quatro arquétipos comuns de personalidades personagens femininos e masculinos com interesses românticos em histórias de animes e mangá, sendo os outros três: yandere, no qual uma garota tem um amor doentio por um personagem, tendo ciúmes e usando até violência, kuudere, no qual a personagem não expressa emoções de afeto embora as tenha, e dandere, no qual a personagem que é retratado como anti-social, mas eventualmente muda para mostrar seu lado doce, romântico, e suavemente amoroso. Tsunderekko é um outro termo relacionado, e se refere a uma garota com personalidade tsundere, da mesma forma que meganekko refere-se a uma garota que usa óculos.
O tipo de personagem tsundere começa com a fase tsuntsun, na qual é um conhecido violento ou não-agradável. Enquanto a história progride, o personagem, às vezes repentinamente, entra na fase deredere, se tornando mais dócil e amável. Enquanto que o termo tsunderekko não é exclusivo ao entretenimento japonês, o termo tsundere surgiu do resultado da necessidade de descrever as muitas personalidades tsunderekko encontradas em jogos e em animes, como em animes shonen. Como nekomimi, tsundere é considerado uma qualidade Moe.
O termo tsunderekko foi originalmente usado para descrever personagens que inicialmente demonstram uma personalidade impulsiva, geniosa e extrovertida, mas posteriormente revelam uma personalidade gentil e amorosa ao longo do tempo, embora sem interesse amoroso. O termo tsundere é mais frequentemente usado em inglês, pela comunidade de blogs de animes, mas está se espalhando pelas outras comunidades. Essa caracterização se tornou popular após a visual novel Kimi ga Nozomu Eien.

## Terminologia
O autor de mangá Ken Akamatsu considera a personalidade tsundere como parte essencial dos personagens moe: "A pessoa que sente o ódio e o carinho, deve ser mais forte fisicamente ou psicologicamente. O personagem 'moe' pode ser fraco e dependente (como uma criança) ou pode estar em uma situação impossível de se opor (como uma empregada doméstica)... (*apenas para o Tsundere, haverá momentos em que o papel de fraco ou forte é reversível)." Esse conceito tem recebido cada vez mais atenção no Japão, com a abertura de um café com temática tsundere em Akihabara e produtos com o mesmo tema sendo lançados (como o conjunto de televisão portábil da Takara Tomy). O anime Lucky Star fez com que surgisse uma discussão na internet sobre a origem e o significado do termo tsundere, criando-se uma lista de personagens com essa personalidade. Outra definição para tsundere é relacionada a uma pessoa com uma atitude agressiva com os outros, mas que, no fundo, mostra-se ser amigável. O personagem tsundere geralmente tem uma atitude hostil com o protagonista, que normalmente é um garoto, criticando-o por qualquer coisa, mas, com o decorrer da série, finalmente se apaixona, mas não admite isso.
O organizador da Comiket, Koichi Ichikawa, descreveu Lum Invader de Urusei Yatsura como um típico personagem moe e o primeiro tsundere; o escultor de figuras Bome também citou que Lum era uma inspiração para seus desenhos. Outros mangás e animes protagonizados por tsundere incluem Neon Genesis Evangelion, Love Hina,Black Clover, Naruto e Bakemonogatari, entre muitos outros. Alguns Seiyū (Voz Original) , como Rie Kugimiya, especializaram-se em dar vozes a personagens tsundere. Ela é bastante conhecida por dublar Taiga Aisaka em Toradora!, Shana em Shakugan no Shana, Louise em Zero no Tsukaima e outras personagens tsunderes. No 15º volume do mangá de Excel Saga, Koshi Rikdo define tsundere como "duro por fora, mas macio por dentro" e o associa a personagem Misaki Matsuya.